# Jorge Villafaña
Jorge Antonio Flores Villafaña (Anaheim, Califórnia, 16 de setembro de 1989) é um futebolista estadunidense que atua como lateral.

## Carreira
Jorge Villafaña integrou a Seleção Estadunidense de Futebol na Copa Ouro da CONCACAF de 2017.

## Títulos
Seleção Estadunidense
- Copa Ouro da CONCACAF de 2017